# 1936年の野球
1936年の野球（1936ねんのやきゅう）では、1936年の野球界における動向をまとめる。

## 競技結果

### 日本プロ野球

#### 公式戦

##### 第1回日本職業野球リーグ戦（春季）
このシーズンは7球団のうち東京巨人軍を除く6球団が参加したが3つの大会全て参加したのは名古屋金鯱軍を除く5球団で、長期リーグ戦ではなく、甲子園大会・鳴海大会・宝塚大会の3つの大会による短期リーグ戦で、優勝球団はもちろん全球団の順位を定めなかった。
| 東京巨人軍     | アメリカ合衆国遠征のため、不参加 | アメリカ合衆国遠征のため、不参加 | アメリカ合衆国遠征のため、不参加 |        |        |        |        |
| 大阪タイガース | 3(0)2                            | 1(0)1                            | 1(0)1                            |        |        |        |        |
| 名古屋軍       | 2(0)3                            | 1(0)1                            | 0(0)2                            |        |        |        |        |
| 東京セネタース | 4(0)1                            | 3(0)0                            | 2(0)0                            |        |        |        |        |
| 阪急軍         | 2(0)3                            | 1(0)2                            | 2(0)0                            |        |        |        |        |
| 大東京軍       | 0(1)4                            | 0(0)2                            | 0(0)2                            |        |        |        |        |
| 名古屋金鯱軍   | 3(1)1                            | 不参加                           | 不参加                           | 不参加 | 不参加 | 不参加 | 不参加 |

※網掛けは各大会の首位球団。

##### 連盟結成記念全日本野球選手権（夏季）
このシーズンは7球団が参加し、東京市・大阪市・名古屋市の3大都市でトーナメント戦を行い、東京大会と名古屋大会は敗者復活戦付きで行われた。
| 球団           | トーナメント戦 | トーナメント戦     | トーナメント戦 |
| 球団           | 東京大会       | 大阪大会           | 名古屋大会     |
| -------------- | -------------- | ------------------ | -------------- |
| 東京巨人軍     | 敗者復活戦敗退 | 1回戦敗退          | 敗者復活戦敗退 |
| 大阪タイガース | 準決勝敗退     | 1回戦敗退          | 首位           |
| 名古屋軍       | 首位           | 準決勝敗退(シード) | 敗者復活後敗退 |
| 東京セネタース | 決勝敗退       | 決勝敗退           | 準決勝敗退     |
| 阪急軍         | 準決勝敗退     | 首位               | 決勝敗退       |
| 大東京軍       | 敗者復活戦敗退 | 1回戦敗退          | 敗者復活戦敗退 |
| 名古屋金鯱軍   | 敗者復活後敗退 | 準決勝敗退         | 準決勝敗退     |

※網掛けは各大会の首位球団。
各大会の首位球団でプレーオフを行い、最終的な優勝球団を決定する予定であったが、会場である野球場が確保できなかったため、プレーオフは開催されず、前シーズンに続いて優勝球団はもちろん全球団の順位を定めなかった。

##### 第2回全日本野球選手権（秋季）
このシーズンは7球団が参加し、東京大会で総当たりリーグ戦を2回、大阪大会で総当たりリーグ戦2回、トーナメント戦1回、名古屋大会でトーナメント戦1回を行い、各大会の首位球団に勝ち点1（複数の場合は均等割り）を与え、最終的に勝ち点の多い球団を総合優勝とした。
| 球団           | リーグ戦 | トーナメント戦            | トーナメント戦  | リーグ戦 | リーグ戦 | リーグ戦 | 勝ち点 |
| 球団           | 大阪大会 | 名古屋大会                | 大阪大会        | 東京大会 | 大阪大会 | 東京大会 | 勝ち点 |
| 球団           | 勝(引)敗 | 成績                      | 成績            | 勝(引)敗 | 勝(引)敗 | 勝(引)敗 | 勝ち点 |
| -------------- | -------- | ------------------------- | --------------- | -------- | -------- | -------- | ------ |
| 東京巨人軍     | 5(0)1    | 1回戦敗退                 | 首位（シード）  | 4(0)2    | 5(0)1    | 2(0)4    | 2.5    |
| 大阪タイガース | 4(0)2    | 首位                      | 準決勝敗退(3位) | 5(0)1    | 5(0)1    | 5(0)1    | 2.5    |
| 名古屋軍       | 3(0)3    | 1回戦敗退                 | 1回戦敗退       | 5(0)1    | 2(0)4    | 2(0)4    | 0.5    |
| 東京セネタース | 2(0)4    | 決勝敗退                  | 1回戦敗退       | 3(0)3    | 2(0)4    | 3(0)3    | 0      |
| 阪急軍         | 3(1)2    | 準決勝敗退(3位)           | 決勝敗退        | 2(0)4    | 3(0)3    | 5(0)1    | 0.5    |
| 大東京軍       | 2(1)3    | 準決勝敗退（4位、シード） | 1回戦敗退       | 0(0)6    | 0(0)6    | 3(0)3    | 0      |
| 名古屋金鯱軍   | 1(0)5    | 1回戦敗退                 | 準決勝敗退(4位) | 2(0)4    | 4(0)2    | 1(0)5    | 0      |

※網掛けは各大会の首位球団。
東京巨人軍と大阪タイガースが勝ち点2.5で並んだため、両球団による年度優勝決定戦が洲崎球場で行われることになった。
- 年度優勝決定戦
  - 第1試合（12月9日）東京巨人軍 5-3 大阪タイガース
  - 第2試合（12月10日）東京巨人軍 3-5 大阪タイガース
  - 第3試合（12月11日）東京巨人軍 4-2 大阪タイガース

###### 個人タイトル
| タイトル     | 選手                         | 球団           | 成績      |
| ------------ | ---------------------------- | -------------- | --------- |
| 首位打者     | 中根之                       | 名古屋         | .376      |
| 最多本塁打   | 古谷倉之助 山下実 藤村富美男 | 金鯱 阪急 大阪 | 2本       |
| 最多打点     | 古谷倉之助                   | 金鯱           | 23打点    |
| 最多盗塁     | 苅田久徳                     | 東京セネタース | 16盗塁    |
| 最多安打     | 藤井勇                       | 大阪           | 40安打    |
| 最高出塁率   | 山下好一                     | 阪急           | .459      |
| 最優秀防御率 | 景浦將                       | 大阪           | 0.79      |
| 最多勝利     | 沢村栄治                     | 巨人           | 13勝      |
| 最多奪三振   | 内藤幸三                     | 金鯱           | 139奪三振 |
| 最高勝率     | 景浦將                       | 大阪           | 1.000     |

### 社会人野球
- 決勝（明治神宮野球場・8月10日）

門司鉄道局（門司市）5-1 満州倶楽部（大連市）

### 東京大学野球
- 春 - 早大野球部は米国遠征のため不参加。明大が7勝1敗で優勝。
- 秋 - 早大が7勝2敗1分で優勝。

### 中等野球
- 第13回選抜中等学校野球大会決勝（阪神甲子園球場・4月5日）
愛知商業（愛知県） 2-1 桐生中学（群馬県）
- 第22回全国中等学校優勝野球大会決勝（阪神甲子園球場・8月20日）
岐阜商業（岐阜県） 9-1 平安中学（京都府）

### メジャーリーグ
- ワールドシリーズ
ニューヨーク・ヤンキース（ア・リーグ） （4勝2敗） ニューヨーク・ジャイアンツ（ナ・リーグ）

## できごと

### 1月
- 1月5日 - 東京巨人軍の二出川延明が名古屋金鯱軍に移籍、日本プロ野球初のトレードとされている[4]。
- 1月15日 - 名古屋軍設立、初代監督に池田豊が就任[5]。
- 1月23日 - 大阪阪急野球協会（阪急軍）設立。

### 2月
- 2月5日 - 日本職業野球連盟が結成される[4]。
- 2月9日 - 日本のプロ野球でリーグ組織が発足してから、日本のプロ野球球団同士に於ける初めての試合である[6]東京巨人軍対名古屋金鯱軍戦が行われ、3対10で名古屋金鯱軍が勝利した。
- 2月11日 - 大阪タイガース初練習[7]。
- 2月15日 - 大東京軍設立[5]。
- 2月 - 巨人は2月11日までの試合の直後に2度目のアメリカ遠征を行っており、この年4月からの春季公式戦には参加していない。遠征では42勝32敗1分の成績を残している。遠征中に藤本定義が監督就任[8]。
- 2月28日 - 名古屋野球倶楽部(名古屋金鯱軍）設立、初代監督に岡田源三郎が就任[5]。

### 3月
- 3月25日 - 現存する日本プロ野球球団の球団歌としては最も古い、大阪タイガースの球団歌「大阪タイガースの歌」（六甲おろし）が発表される。

### 4月
- 4月5日 - 選抜中等学校野球大会の決勝戦が阪神甲子園球場で行われ、愛知県の愛知商業が群馬県の桐生中学を2対1で勝利し、初優勝を達成する。
- 4月25日 - 日本職業野球連盟、公報創刊[4]。
- 4月29日 - 日本プロ野球史上初のリーグ公式戦[10]、日本職業野球連盟公式戦が開幕。甲子園球場で、大東京軍対名古屋軍戦、大阪タイガース対名古屋金鯱軍戦、東京セネタース対阪急軍戦が行われ、それぞれ5対8、3対0、9対2で名古屋軍、大阪タイガース、東京セネタースが勝利を飾った。大阪の藤村富美男は、日本プロ野球史上初のプロ入り初登板初完封勝利を記録[11]。
- 4月30日 - 大阪が対名古屋戦（甲子園）において、1回、戦前の日本プロ野球記録となる、1イニング10安打、10打数連続安打を記録。試合は17対3で大阪が勝利[12]。

### 5月
- 5月2日 - 沢東洋男が日本職業野球連盟審判部長に就任[5]。
- 5月4日 - 大阪の藤井勇が対東京セネターズ戦の5回裏、野口明から日本プロ野球第1号本塁打をランニングホームランで記録[13]。
- 5月24日 -【MLB】 ニューヨーク・ジャイアンツのサム・レズリーがサイクル安打を達成する。

### 7月
- 7月1日 - 日本職業野球連盟結成記念全日本野球選手権試合が開幕する[8]。
- 7月11日 - 全国実業専門学校野球連盟結成。
- 7月29日 - 大阪の森茂雄監督が解任され、後任に石本秀一が就任[14]。

### 8月
- 8月10日 - 都市対抗野球大会の決勝戦が明治神宮野球場で行われ、門司市の門司鉄道局が5-1で大連市の満州倶楽部を破り、初優勝を達成する。
- 8月15日 - 全国中等学校優勝野球大会の2回戦において、和歌山県の和歌山商の小林悟桜が対福井商戦でノーヒットノーランを達成する。
- 8月20日 - 全国中等学校優勝野球大会の決勝戦が甲子園で行われ、岐阜県の岐阜商業が京都府の平安中学を9対1で勝利し、初優勝を達成する。

### 9月
- 9月18日 - 大東京の桜井七之助が対大阪戦（甲子園）で、8イニングを日本プロ野球記録（当時）の12与四球を記録[15]。
- 9月25日 - 巨人の沢村栄治が対大阪戦（甲子園）で、日本プロ野球史上初のノーヒットノーランを達成し、最終スコアは1対0だった[16] 。

### 10月
- 10月6日 -【MLB】ワールドシリーズの第6戦がポロ・グラウンズで行われ、アメリカンリーグのニューヨーク・ヤンキースが、ナショナルリーグのニューヨーク・ジャイアンツに13対5で勝利し、ヤンキースが通算4勝2敗として4年ぶり5度目の優勝を達成する。
- 10月13日 - 洲崎球場が完成[4]。
- 10月24日 - 大阪タイガース対大東京軍戦（宝塚球場）で大阪13、大東京5の合わせて18盗塁を記録、大阪の13はチーム1試合最多、合計18は1試合最多のそれぞれ日本プロ野球記録。また日本プロ野球史上初の「ボールカウント間違い」の誤審が発生し、この影響で日本プロ野球史上初の三重盗が記録された（詳細はこちらを参照）[17]。
- 10月25日 - 東京野球大学連盟、東宮拝受10周年記念祝賀会を開催[4]。

### 11月
- 11月 - 大阪毎日新聞、都市対抗野球大会の最優秀選手賞として橋戸賞を設置[4]。
- 11月19日 - 新日本専門野球連盟の結成が報じられる[4]。
- 11月22日 - 大東京軍が対名古屋戦（甲子園）に敗れ、16連敗を記録した[18]。

### 12月
- 12月11日 - 洲崎球場にて東京巨人軍と大阪タイガースが優勝決定戦を行い、巨人が勝利し、日本プロ野球の初代優勝球団となる。

## 誕生

### 1月
- 1月1日 - 黒木基康（+ 2014年）
- 1月11日 - 大石正彦
- 1月13日 - 石田雅亮
- 1月14日 - 毒島章一（+ 2023年）
- 1月31日 - 宮川孝雄（+ 2016年）

### 2月
- 2月20日 - 長嶋茂雄 (+ 2025年)

### 3月
- 3月2日 - 近藤和彦（+ 2002年）
- 3月5日 - 安原達佳（+ 2015年）
- 3月13日 - 栗本光明（+ 2013年）

### 4月
- 4月4日 - 鈴木徹（+ 2004年）
- 4月8日 - 巽一
- 4月11日 - 田中尊（+ 2005年）
- 4月12日 - 島田光二
- 4月22日 - 古葉竹識（+ 2021年）
- 4月28日 - 中登志雄

### 5月
- 5月19日 - 興津立雄（+ 2022年）
- 5月20日 - 太田誠

### 6月
- 6月4日 - 高橋栄一郎（+ 2007年）
- 6月15日 - 片岡宏雄（+ 2021年）
- 6月29日 - ハーモン・キルブルー（+ 2011年）

### 7月
- 7月13日 - 佐藤公博
- 7月14日 - 鵜狩道夫（+ 2018年）
- 7月19日 - 橋本敬包（+ 2007年）
- 7月20日 - ジム・マクマナス
- 7月22日 - 中村敏行（+ 1979年）
- 7月24日 - マイク・ソロムコ
- 7月25日 - 稲川誠
- 7月28日 - 浅越桂一（+ 2011年）

### 8月
- 8月8日 - フランク・ハワード（+ 2023年）
- 8月10日 - 梅本正之
- 8月17日 - 玉造陽二
- 8月18日 - 柳田利夫
- 8月22日 - 若生忠男（+ 1998年）
- 8月27日 - 広瀬叔功
- 8月28日 - 田沢芳夫（+ 2008年）

### 9月
- 9月24日 - 根来広光（+ 2009年）

### 10月
- 10月5日 - 八田正（+ 2018年）

### 11月
- 11月16日 - 石川良照
- 11月22日 - ジョー・ゲインズ（+ 2023年）
- 11月27日 - 村田康一

### 12月
- 12月1日 - 木下強三（+ 2008年）
- 12月2日 - 寺島達夫（+ 1997年）
- 12月5日 - 榎本喜八（+ 2012年）
- 12月10日 - 村山実（+ 1998年）
- 12月17日 - ジェリー・エイデアー（+ 1987年）

## 死去
- 3月23日 - 橋戸信（* 1879年）
- 7月29日 - 佐藤喜久雄（* 1917年）